# Грирсон, Джон Кресуэлл
Джон Кресуэлл Грирсон (англ. John Cresswell Grierson, ноябрь 1856, Олтрингем — 5 февраля 1933, Окленд) — новозеландский шахматист.
Родился в графстве Чешир, в молодости переехал в Новую Зеландию. Входил в число сильнейших шахматистов Новой Зеландии первой четверти XX в.
Участник ряда чемпионатов Новой Зеландии. Дважды выигрывал чемпионат страны (в 1902 / 03 и 1912 / 13 гг.). В чемпионате 1912 / 13 гг. разделил 1—3 места с А. Джайлзом и Э. Хиксом. В ходе дополнительного соревнования выиграл по партии у обоих конкурентов. В чемпионате 1911 / 12 гг. завоевал бронзовую медаль.

## Спортивные результаты
| Год         | Город      | Соревнование             | + | − | = | Результат | Место |
| ----------- | ---------- | ------------------------ | - | - | - | --------- | ----- |
| 1902 / 1903 | Данидин    | Чемпионат Новой Зеландии |   |   |   |           | 1     |
| 1910 / 1911 | Тимару     | Чемпионат Новой Зеландии | 2 | 8 | 0 | 2 из 10   | 10    |
| 1911 / 1912 | Нейпир     | Чемпионат Новой Зеландии | 5 | 2 | 4 | 7 из 11   | 3     |
| 1912 / 1913 | Нельсон    | Чемпионат Новой Зеландии | 7 | 1 | 3 | 8½ из 11  | 1—3   |
| 1913 / 1914 | Окленд     | Чемпионат Новой Зеландии | 5 | 6 | 3 | 6½ из 14  | 9     |
| 1914 / 1915 | Крайстчерч | Чемпионат Новой Зеландии | 4 | 6 | 1 | 4½ из 11  | 7     |
| 1921 / 1922 | Окленд     | Чемпионат Новой Зеландии |   |   |   |           | [ 4 ] |